# Gunnar Ahlbäck
Kaarlo Gunnar Rafael Ahlbäck, född 20 juni 1900 i Storkyro, död 5 maj 1970, var en finländsk ämbetsman. 
Ahlbäck blev student 1919, avlade högre rättsexamen 1925 och blev vicehäradshövding 1928. Han var advokat i Vasa 1925–1937, borgmästare där 1937–1944 och landshövding i Vasa län 1944–1967. Han var medlem av stadsfullmäktige i Vasa 1935–1944, viceordförande 1938–1944. Han var medlem av kyrkofullmäktige 1931–1944.
Bland Ahlbäcks insatser som landshövding märks omhändertagandet av de karelska flyktingarna efter kriget samt länsstyrelsernas omorganisation. Ahlbäck höll tät kontakt till fältet och undvek onödig byråkrati.
Gunnar Ahlbäck var son till byggmästare Otto Johan Ahlbäck och Maria Matilda Holmström. Hans hustru i första giftet var Aino Liisa Haahti (död 1966) och i andra giftet Barbro. Han var bror till filologen Olav Ahlbäck.